# Tricyrtis affinis
Tricyrtis affinis là một loài thực vật có hoa trong họ Măng tây. Loài này được Makino miêu tả khoa học đầu tiên năm 1903.

## Hình ảnh

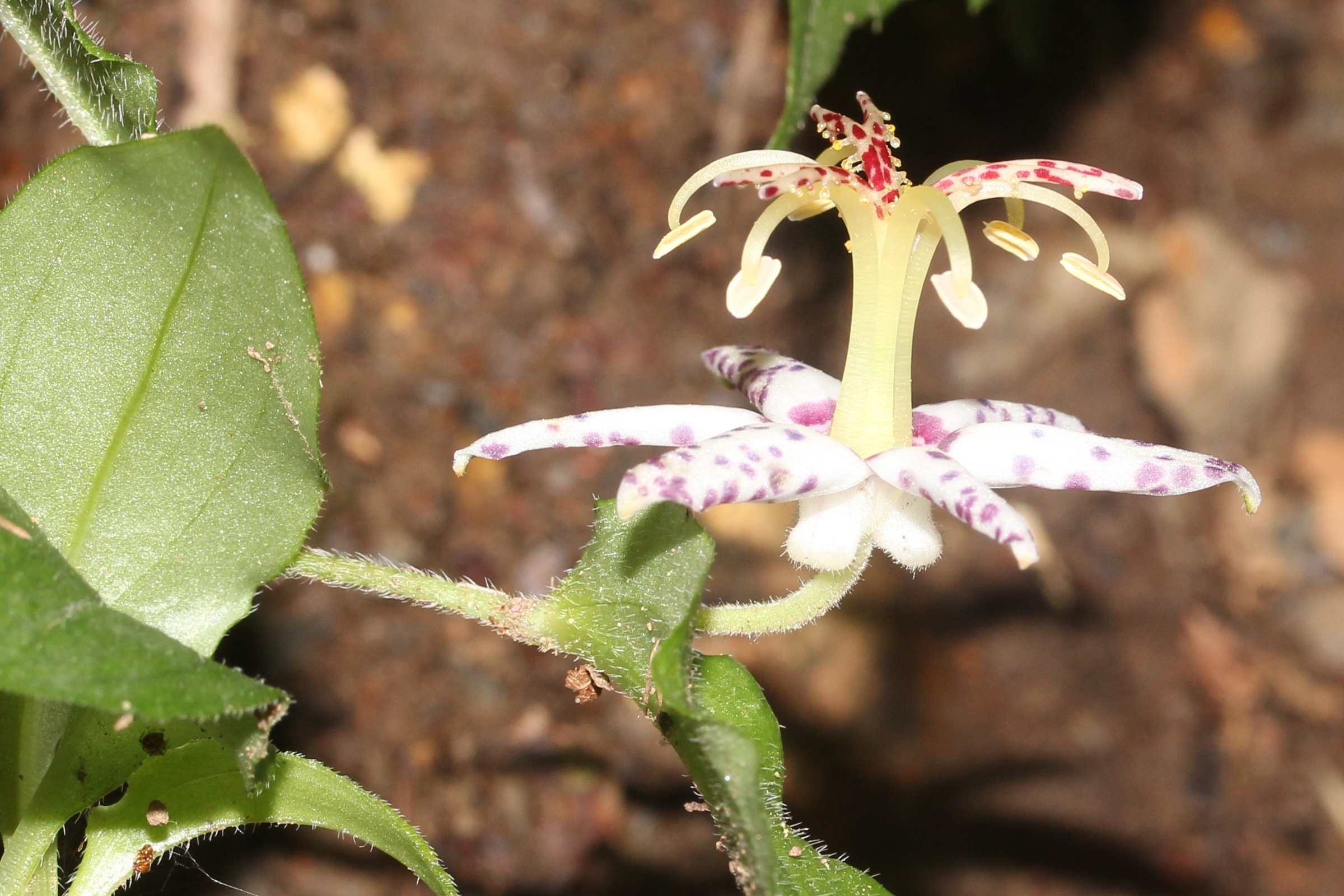
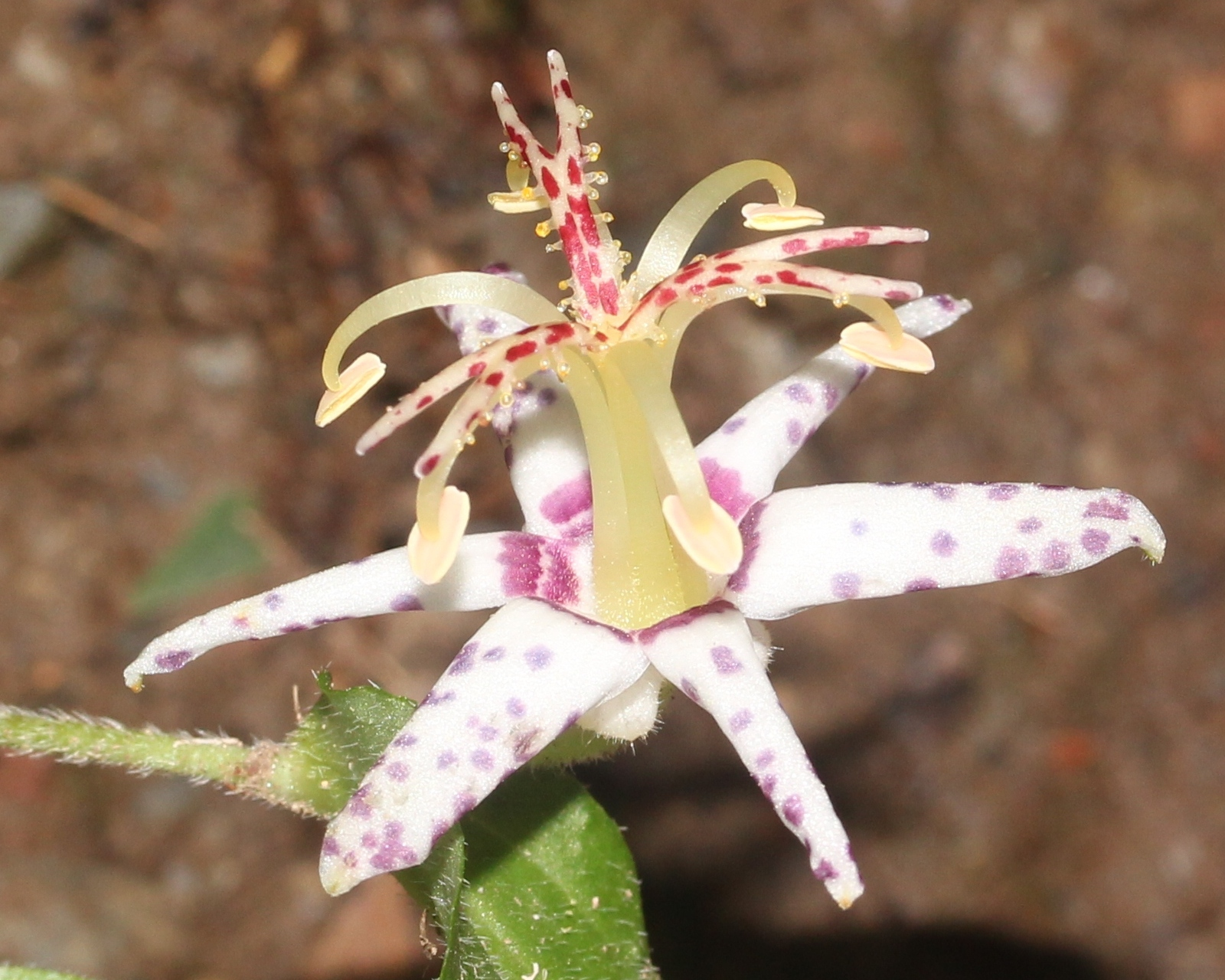
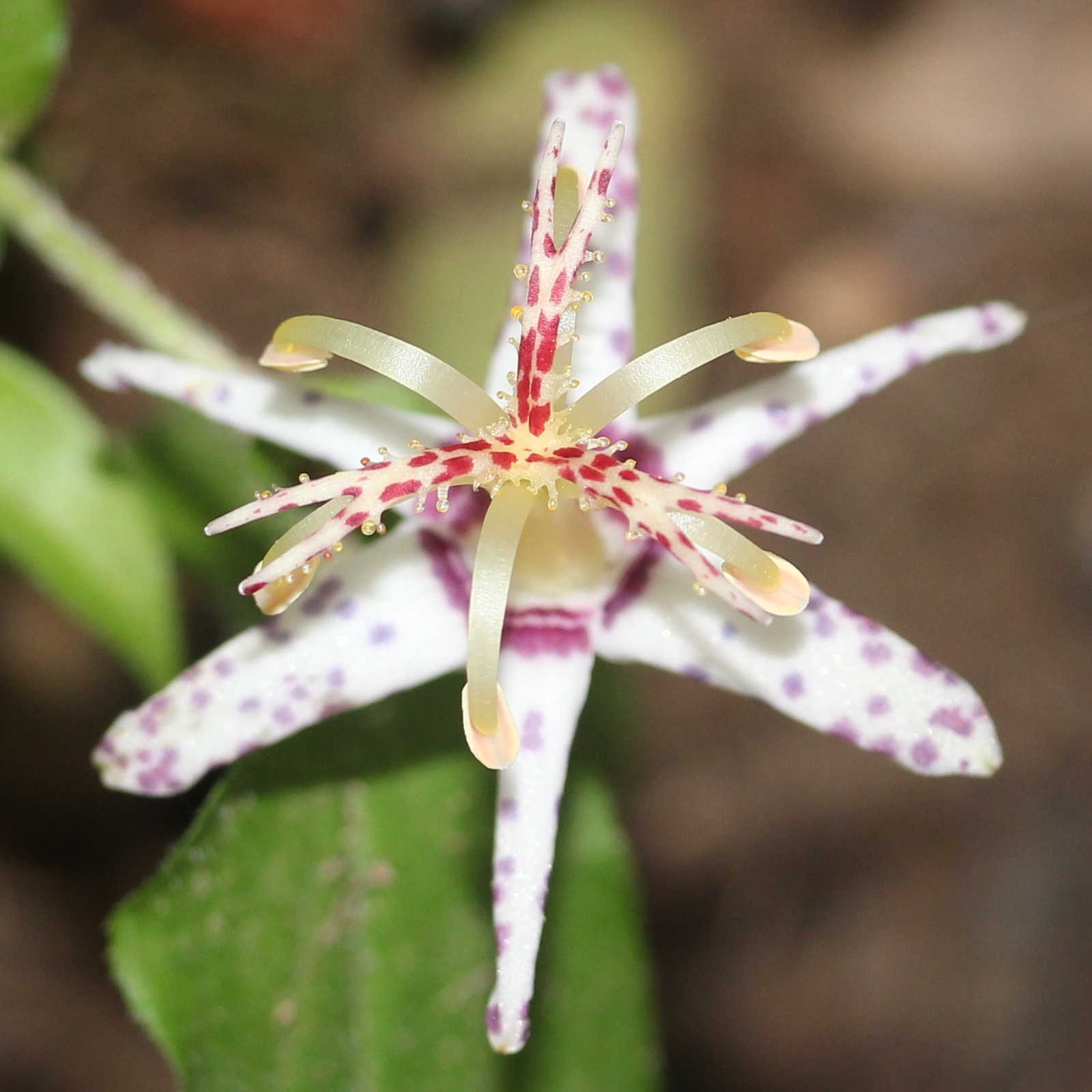
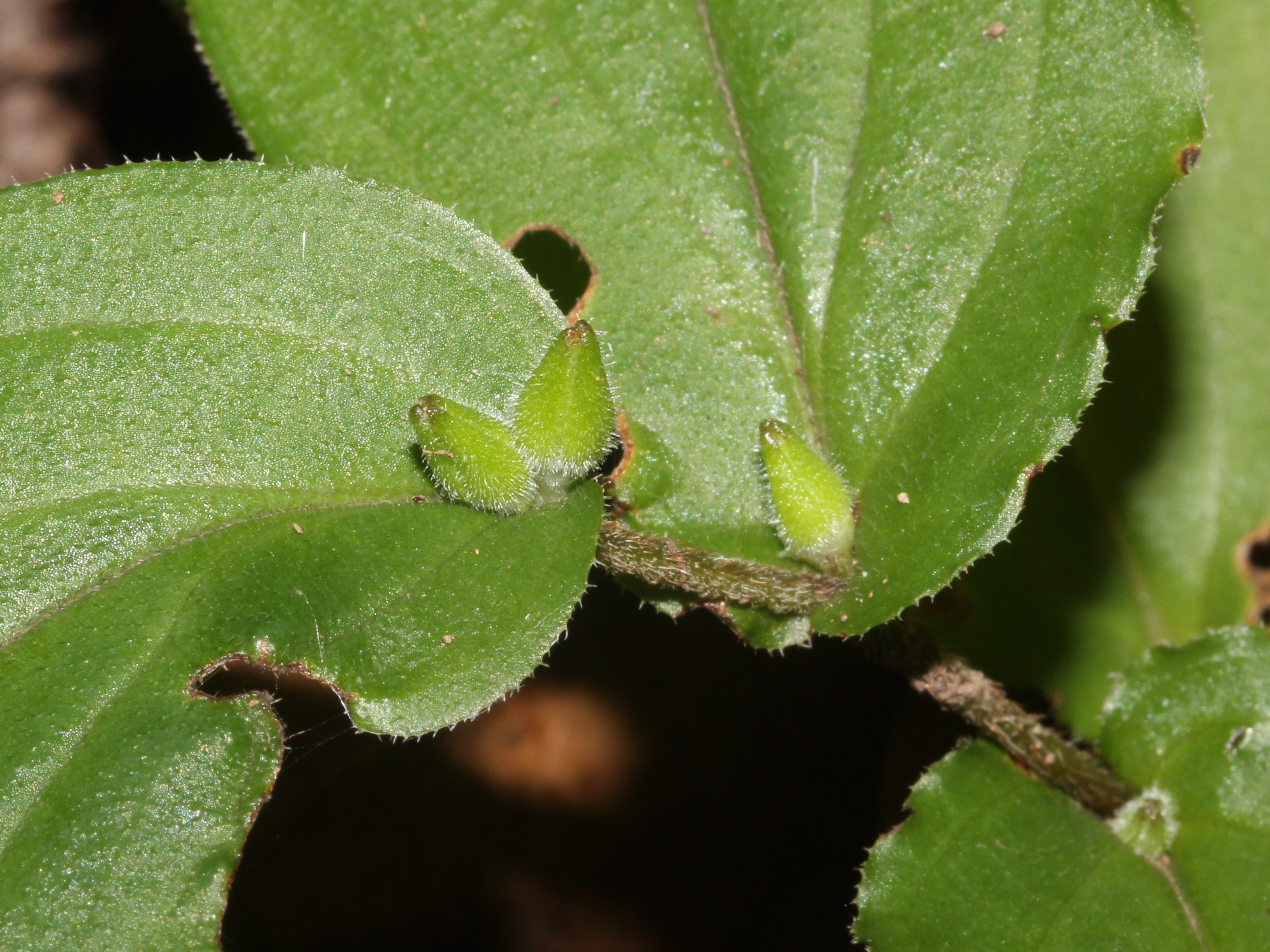